# رضا صابری
رضا صابری (زاده ۱۳۲۷ در مشهد) کارگردان، نویسنده و بازیگر تئاتر معاصر است. او از دهه پنجاه خورشیدی به بعد در عرصه تئاتر ایران حضور فعال داشته‌است. بعد از انقلاب اولین حضور او در جشنواره تئاتر فجر به دور دوم این رویداد بازمی‌گردد که نمایش مظلوم پنجم را در کنار آثاری نظیر خرقه ارغوانی اثر حسین نوری و فرمان عاشورا اثر ابراهیم‌آبادی به روی صحنه برد.
او سال ۱۳۸۲ موفق به دریافت گواهی‌نامه درجه یک هنری از وزارت فرهنگ و ارشاد اسلامی شد.

## نویسندگی
- «از دریچه‌ها» (فریدون صلاحی) مشهد، تالار دبیرستان فردوسی؛ ۱۳۵۰
- «عصمت» (داریوش ارجمند) مشهد و تربت جام ؛۱۳۵۲
- «ایاس» (داریوش ارجمند) مشهد، تهران، تالار فرهنگ؛ ۱۳۵۳
- «سایه‌های بلند» (داریوش ارجمند) مشهد، شهرهای شمال کشور، تهران، تالار سنگلج؛ ۱۳۵۳
- «دیها» (به همراه رضا دانشور) مشهد، تهران، تالار سنگلج؛ ۱۳۵۶
- «دلبران» (رضا سعیدی) تهران، تالار وحدت؛ ۱۳۷۰
- «ناگسستنی» تهران، تئاترشهر، تالار اصلی؛ ۱۳۷۵
- «کربلا بی شمر» (برای رادیو و صحنه ـ چاپ نشده‌است) ؛۱۳۸۰
- «حقایق شیفت شب وقایع شیفت روز» (رضا حسینی) بوشهر، جشنواره زندان‌ها؛ ۱۳۸۱
- «خطهٔ ناامن» (رضا حسینی) بوشهر؛ مشهد؛ ۱۳۸۳
- «مکث» (رضا حسینی) بوشهر؛ ۱۳۸۵
- «پشت دیوار قدیمی کشتارگاه»

## نویسنده، کارگردان
- «گلارکتّه» مشهد، خانه نمایش؛ ۱۳۵۹
- «خانات» مشهد، گرگان، تهران، تئاترشهر، تالار اصلی؛ ۱۳۶۱
- «مظلوم پنجم» مشهد؛ گرگان؛ تهران، تئاترشهر، تالار اصلی؛ ۱۳۶۳
- «شنا در آتش» تهران، تالار وحدت؛ ۱۳۷۲
- «یخبندان» تهران، تالار وحدت؛ ۱۳۷۳
- «دانگ هفتم» تهران، تالار وحدت؛ ۱۳۷۵
- «عشیق» تهران، تئاترشهر، تالار اصلی؛ ۱۳۸۰
- «بازینامه باستان» اصفهان، اهواز، تهران، تالار سنگلج؛ ۱۳۸۲
- «آیه‌های غربت» تهران، تالار مولوی، جشنواره بیست و چهارم فجر؛ ۱۳۸۴
- «تراژدی تردید» تهران، تالار قشقایی؛ ۱۳۸۵
- «من، برتولت برشت، دعوت به ضیافت چای» مشهد، تالار شهید هاشمی‌نژاد ـ سنندج، هفتمین جشنواره سراسری تئاتر دفاع مقدس
- «ما همه اهل یک محله‌ایم» تهران، تالار ایرانشهر ـ هفتمین جشنواره بین‌المللی تئاتر رضوی؛ ۱۳۸۸ـ تهران، بیست و هشتمین جشنواره بین‌المللی تئاتر فجر؛ ۱۳۸۸
- «نبرد رستم و سهراب» توس، آرامگاه فردوسی؛ ۱۳۸۸
- «مشق نور» مشهد، تالار شهید هاشمی‌نژاد؛ ۱۳۸۸
- «از این ماز عبورم دهید» مشهد، تالار شهید هاشمی‌نژاد؛ ۱۳۸۸
- «لونه شغال» تهران، تالار مولوی، بیست و نهمین جشنواره بین‌المللی تئاتر فجر؛ ۱۳۸۹
- «خون رقصه» تهران، تئاتر شهر، تالار چهارسو، سی‌امین جشنواره بین‌المللی تئاتر فجر؛ ۱۳۹۰
- «شنا در آتش» اجرای عموم در مشهد؛ اجرا در سی و ششمین جشنواره تئاتر فجر؛ سالن استاد سمندریان مجموعه ایرانشهر ؛۱۳۹۶
- «پشت دیوار قدیمی کشتارگاه»
- «آسمان هشتم» مشهد، حرم امام رضا؛ شهریور ۱۴۰۱
- «ایرانیان» تهران، تالار وحدت؛ اجرا در چهل و یکمین جشنواره تئاتر فجر؛ بهمن ۱۴۰۱ـ مشهد، حرم امام رضا، تالار قدس؛ خرداد ۱۴۰۲
- «بازینامه باستان» توس، آرامگاه فردوسی؛ اردیبهشت ۱۴۰۲

## کارگردان
- «گلدونه خانم» (اسماعیل خلج) مشهد، خانه نمایش؛ ۱۳۵۳
- «قلم عمه خانم» (گوردون داویود) مشهد، خانه نمایش؛ ۱۳۵۴
- «آسیدکاظم» (محمود استاد محمد) مشهد، خانه نمایش؛ ۱۳۵۴
- «گلارکتّه» مشهد، گرگان (برای تلویزیون و صحنه)؛ ۱۳۵۹

## بازیگری
- «خر با بار نمک»(داریوش ارجمند) مشهد، خانه نمایش؛ ۱۳۵۴
- «آی با کلاه، آی بی‌کلاه» (داریوش ارجمند) مشهد، تالار هلال احمر؛ ۱۳۵۴
- «تفنگ شکاری» (فریدون صلاحی) مشهد، تالار هلال احمر؛ ۱۳۵۵
- «در حضور باد» (داریوش ارجمند) مشهد، خانه نمایش؛ ۱۳۵۵
- «آریا داکاپو» (داریوش ارجمند) مشهد، خانه نمایش؛ ۱۳۵۶
- «علامت سؤال» (انوشیروان ارجمند) مشهد، خانه نمایش؛ ۱۳۵۶
- «حالت چطوره مش رحیم» (مصطفی هنرور) مشهد، خانه نمایش؛ ۱۳۵۶

## نمایشنامه‌ها
- «عصمت» مشهد، انتشارات رودکی؛ ۱۳۵۲
- «سایه‌های بلند» مشهد، انتشارات خرامان، ۱۳۵۳
- «ایاس» مشهد، انتشارات حجت؛ ۱۳۵۴
- «رامرودی‌ها» مشهد، انتشارات فرهنگ؛ ۱۳۵۸
- «خانات» تهران، انتشارات امیرکبیر؛ ۱۳۶۳
- «گلارکتّه» مشهد، انتشارات فرهنگ؛ ۱۳۶۴
- «مظلوم پنجم» تهران، انتشارات فرهنگسرای نیاوران؛ ۱۳۶۵
- «شنا در آتش» فرهنگ و آموزش عالی؛ ۱۳۷۴
- «حقایق شیفت شب و حقایق شیفت روز» تهران، انتشارات تربیت؛ ۱۳۸۱
- «عشیق» مشهد، انتشارات مهبان؛ ۱۳۸۳
- «تراژدی تردید» انتشارات انجمن نمایش کشور؛ ۱۳۸۷
- «ما همه اهل یک محله‌ایم» انتشارات انجمن نمایش کشور؛ ۱۳۸۸
- «بازینامه باستان» انتشارات انجمن نمایش کشور؛ ۱۳۸۹
- «من، برتولت برشت، دعوت به ضیافت چای»
- «دانگ هفتم»

## بازی در سریال‌ها و فیلم‌های سینمایی
- یار در خانه (خسرو سینایی)؛ ۱۳۶۴
- زمزمه (خسرو ملکان)؛ ۱۳۶۹
- کمند خاطرات (هوشنگ پاکروان)؛ ۱۳۶۹
- گل سرخ (حمید تمجیدی)؛ ۱۳۷۲
- تولدی دیگر (ابوالفضل جلیلی)؛ ۱۳۷۴
- راننده شخصی (محمد علی معصوم‌دوست)؛ ۱۳۷۸
- فصل ممنوعه (فریبرز کامکاری)؛ ۱۳۸۳
- بدون قرار قبلی (بهروز شعیبی)؛ ۱۴۰۰

## جوایز
دریافت برتر نویسندگی از اولین، دومین و سومین جشنواره همکاری و سمینار تئاتر شهرستان در تهران؛ ۱۳۵۴ تا ۱۳۵۶
تقدیر شده از سوی * «میرحسین موسوی» نخست‌وزیر وقت * «گلارکتّه»؛ ۱۳۵۹
دریافت بهترین نویسنده، طراح و کارگردان * «خانات» تهران، اولین جشنواره تئاتر فجر؛ ۱۳۶۲
دریافت بهترین نویسنده، طراح و کارگردان * «مظلوم پنجم» تهران، دومین جشنواره تئاتر فجر؛ ۱۳۶۲
تقدیر شده توسط رئیس‌جمهور وقت * «شگرد آخر»؛ ۱۳۶۵
دریافت بهترین نویسنده، طراح و کارگردان * «شنا در آتش» تهران، دوازدهمین جشنواره تئاتر فجر ؛۱۳۷۲
تقدیر شده از سوی صدا و سیمای جمهوری اسلامی ایران * «کربلا بی‌شمر»؛ ۱۳۸۰
دریافت کارگردان برتر از پنجمین جشنواره بین‌المللی تئاتر ایران زمین اهواز ؛۱۳۸۱
دریافت نویسنده برتر از یازدهمین جشنواره تولیدات رادیویی و تلویزیونی اردبیل؛ ۱۳۸۲
دریافت بهترین نویسنده از جشنواره سراسری زندان‌های کشور بوشهر؛ ۱۳۸۳
دریافت اول کارگردانی * «تراژدی تردید» سومین همایش عاشوراییان؛ ۱۳۸۵
دریافت دوم نویسندگی * «تراژدی تردید» سومین همایش عاشوراییان؛ ۱۳۸۵
دریافت اول کارگردانی * «از این ماز عبورم دهید» سومین جشنواره تئاتر ایثار؛ ۱۳۸۹
دریافت اول نویسندگی * «از این ماز عبورم دهید» سومین جشنواره تئاتر ایثار؛ ۱۳۸۹

## فعالیت‌ها
عضو کمیته ملی تئاتر ایران به مدت ۲ سال؛ ۱۳۶۵